# USS Hart (DD-594)
USS Hart (DD-594) – niszczyciel typu Fletcher. Był drugim okrętem Marynarki USA o tej nazwie, w hołdzie dla porucznika Patricka H. Harta (1912–1942), który pośmiertnie otrzymał Krzyż Marynarki Wojennej, za odznaczenie się heroizmem podczas bitwy pod Midway.
„Hart”, pierwotnie nazwany „Mansfield” oraz przemianowany na „Hart” 21 marca 1944, pierwszy raz wypłynął 25 września 1944; matką chrzestną była matka porucznika Harta, pani Emmę Hart. Pierwszym dowódcą został W.D. Coleman.

## Przebieg służby
„Hart” zaczął rejs z Kalifornii i podczas treningu uczestniczył w eksperymentalnych ćwiczeniach związanych z szybkim tankowaniem wraz z USS „Kaskaskia”. Od 12–23 grudnia, niszczyciel tankował na morzu 50 razy w różnych sytuacjach. Niszczyciel wypłynął 19 lutego do Pearl Harbor. Od 27 lutego do 3 marca eskortował lotniskowiec USS „Intrepid” w czasie operacji. Następnie okręt wyruszył do Ulithi 5 marca.
Dopływając do Ulithi 16 marca, „Hart” dołączył do sił przygotowujących się do inwazji na Okinawę. Od 24 marca do 12 kwietnia, niszczyciel dostał zadanie dla eskorty transportowców przewożących wsparcie lotnicze dla lądowisk oraz w celu neutralizacji inwazji sąsiadujących Japończyków. Wypływając 12 kwietnia, podjął na dwa dni służbę jako eskorta dla transportowców, a następnie wykonywał operacje patrolowe podczas szturmu na Okinawę.
„Hart” został oddelegowany do 5 Floty 19 kwietnia na Filipiny, aby uczestniczyć w inwazji na Borneo. Dopłynął do zatoki Brunei 9 czerwca 1945 i rozpoczął patrol na Morzu Południowochińskie przeciwko możliwym atakom ze strony japońskiej floty. „Hart” zapewnił również wsparcie 11 czerwca dla żołnierzy lądujących w zatoce Brunei. 14 czerwca okręt zestrzelił swój pierwszy japoński samolot. Pomiędzy 19 a 21 czerwca, dostarczał bliskiego wsparcia dla kolejnych lądowań na wybrzeżach Borneo. „Hart” patrolował, dostarczał flary oraz kierował statki przez pola minowe na plażach. Wojska australijskie wyszły na brzeg 1 lipca, pod ostrzałem osłonowym z okrętu „Hart” i innych. „Hart” zniszczył dwie miny oraz 75 mm działko umieszczona na lądzie.
Następnie „Hart” służył jako eskorta dla Generała Majora Douglasa MacArthura w Cleveland, udającego się do Manili, a następnie Leyte 5 lipca. Następnie okręt przeniesiono do Zatoki Subic w celach treningowych. Po kapitulacji Japonii, 15 sierpnia odesłano go do nowo utworzonych sił Północno Chińskich.
„Hart” wypłynął 5 września 1945, aby wspierać lądowanie armii w Jinsen, Korea. Następnie udał się do Chin, eskortując Cruiser Division 6 w pokazie sił niedaleko wybrzeża.
Do wybrzeża USA dopłynął 9 lutego 1946, wycofany ze służby 31 maja 1946, został umieszczony w rezerwie w Long Beach, Kalifornia. Następnie przeniesiony do Mare Island Naval Shipyard, kolejno Stockton, Kalifornia.
Okręt sprzedano 3 grudnia 1973 i zezłomowano.